# Mola de Colldejou
La Mola de Colldejou és una muntanya de 922 metres situada a la Serralada Prelitoral, dins el municipi de Colldejou, a la comarca catalana del Baix Camp. Al seu cim s'hi conserven restes d'edificacions militars de les guerres carlines.
Aquest cim està inclòs al llistat dels 100 cims de la FEEC.